# Джамнагар
Джамна́гар (гудж. જામનગર, англ. Jamnagar) — город в Индии, столица одноимённого округа на западе штата Гуджарат. Бурный рост Джамнагара пришёлся на 1920-е годы, до этого он был известен под именем Наванагар и был центром одноимённого княжества. Сегодня в Джамнагаре проживает около 500 тысяч человек.
Джамнагар расположен на юге Качского залива и с недавних пор является значимым промышленным центром. Большой вклад в это внесла постройка здесь компанией Reliance Industries крупнейшего в мире нефтеперерабатывающего завода Jamnagar Refinery. Джамнагар обладает статусом особой экономической зоны, в которой существуют налоговые и таможенные льготы. В городе расположена ещё один крупный нефтеперерабатывающий завод компании Essar Oil.